# Joseph Maria von Radowitz
Joseph Maria Friedrich von Radowitz (né le 19 mai 1839 à Francfort-sur-le-Main, mort le 15 janvier 1912 à Berlin) est un diplomate prussien et allemand et secrétaire d'État de l'office des Affaires étrangères de l'Empire allemand.

## Biographie
Radowitz est issu de la famille noble von Radowitz (de) et est le fils de l'homme politique prussien Joseph von Radowitz et de Maria Auguste Karoline Luise von Voß (de). Il va au lycée royal d'Erfurt (de) puis étudie le droit à Bonn et Berlin. En 1857, il est membre de la Corps Borussia Bonn.
En 1860, il rejoint la fonction publique prussienne. En 1861, il est envoyé à Constantinople, l'année suivante Legationsrat (de) en Chine et au Japon. En 1864, il devient consulat général à Shanghai. À son retour en Europe, il est transféré en 1865 à l'ambassade de Paris. Pendant la guerre austro-prussienne, il sert comme officier d'ordonnance du prince Frédéric-Charles de Prusse, puis vient à l'ambassade de Prusse à Munich. En 1870, il est nommé consul général de la confédération de l'Allemagne du Nord à Bucarest et ainsi membre de la Commission européenne du Danube. En 1872, il retourne à Constantinople en tant que chargé d’affaires.
Il entre au ministère des Affaires étrangères à Berlin et est responsable des affaires orientales. Malgré sa nomination comme ambassadeur à Athènes en 1874, il reste employé de l'office des Affaires étrangères. En 1875, il fut envoyé à Pétersbourg dans le cadre de l'intérim de l'ambassadeur allemand malade.
Radowitz propose à la Russie le soutien allemand aux intérêts russes dans les Balkans pour la réciprocité en Occident. Ce qu'on appellera la mission Radowitz est toujours un sujet de discussions historiques. On soupçonne que Bismarck veut réaliser avec cette action seulement une politique active de la Russie en Orient puis en discuter avec les autres grandes puissances européennes. Les conflits qui en résultent dans les Balkans auraient soulagé le centre de l'Europe. Il participe en 1878 en tant qu'émissaire au congrès de Berlin.
Joseph Maria von Radowitz est secrétaire d'État aux Affaires étrangères du 6 novembre 1879 au 17 avril 1880 après la mort de Bernhard Ernst von Bülow.
À l'été 1880, il dirige l'ambassade à Paris en mission spéciale. En octobre 1882, il devient ambassadeur du Reich allemand à Constantinople et en 1892 à Madrid. En 1906, il représente le Reich allemand à la conférence d'Algésiras.

## Famille
Il est marié depuis 1868 à Nadejda Ivanovna von Ozerow  (1840-1912), une fille d'Ivan Petrovitch von Ozerow (1806-1880). Le couple a six enfants, dont :
- Wilhelm von Radowitz (de) (1875-1939), diplomate, chef de la chancellerie du Reich sous Georg von Hertling en 1917/18.
- Otto von Radowitz (de) (1880-1941), diplomate, 1933-1936 consul général dans la ville libre de Dantzig, 1936-1940 à Luxembourg